# 户外广告机
户外广告机，是一种使用液晶显示屏的户外信息发布系统。传统的广告机使用普通液晶屏，液晶屏的特点是像素高，显示效果好。但不能用在户外，为了在户外使用，通常需要提高液晶背光源的亮度。户外液晶广告机的亮度通常在1500Nits以上，2000Nits的亮度可以有较佳的显示效果。

## 散热
户外广告机采用的液晶屏，背光源由很多个高亮的白色发光二极管构成，这些发光二极管的功率很大，通常被安装在以铝为基材的电路板上。背光源工作时将产生大量的热，这将使液晶面板的后面变的很热。在户外阳光照射的情况下，阳光中红外线产生的热量超过阳光辐射热量的一半以上，这些辐射热透过玻璃使黑色的液晶面板表面发热。
液晶是处于液体和晶态之间的混合物，随着温度升高，通常在60度以上，逐渐失去液晶特性，液晶面板的TCON电路无法再控制这些液晶分子。失去控制的液晶分子将使自身不能透过光线，因此屏幕上将开始出现由小变大的黑斑。如不进行控制，液晶将继续膨胀，会导致液晶面板失效和报废。
电子产品的散热主要有自然冷却、风冷、热交换、压缩机制冷，在户外广告机中，压缩机制冷降温是最有效的。通常情况下，压缩机制冷的能效比在3.0以上，热交换通常使用半导体制冷器，其能效比在0.6左右，产生的热量远大于其产生的冷量。其他方式也无法降低温度。户外产品，如不采取措施，外壳内温度轻易可达70度以上，这超出大部分电子部件的工作温度。通过辅助电路控制压缩机给户外广告机降温是可行的方法。

## 低温
在寒冷季节，液晶反应变慢，通常产生的现象是图像出现拖影，如鼠标的移动将会出现一条由鼠标箭头构成的粗线。
通过在户外广告机表面的防护玻璃上粘帖或电镀一层导电薄膜，或者在玻璃上直接印制金属导电丝，这些导体的电阻在通电时将产生热量，使液晶表面逐渐达到允许工作温度，这通常在 -10度以上。达到允许工作温度后，设备开始工作。
其次可利用背光源加热，液晶的背光源有大量LED，在工作时有较多热量散发；因此在设备上电后，可以先接通背光源的电源，利用背光源给液晶面板加热。通过温度传感器，检测到液晶面板的温度达到工作温度范围时，再接通液晶面板信号处理电路的电源，以正常显示图像。

## 其他设计
由于高温潮湿容易使电子产品绝缘降低，压缩机制冷产生的凝露更可直接导致电子零件的短路。户外广告机在高温潮湿的城市或沿海地带，工作环境非常恶劣。户外广告机通过空调制冷时同时带走压缩机内的潮气来解决这一问题。
户外广告机液晶面板前装有防护玻璃，在使用一段时间后，尘埃通常附着在防护玻璃的内侧，以及液晶面板的表面，影响清晰度和整机的亮度。尘埃的来源是散热或制冷时需要与外界通风，一般通过过滤网来防尘，使用一段时间后，过滤网会积尘降低散热或制冷的效果，并有尘埃会透过防尘网进入到内部的通风风道中。
户外广告机不可避免的面临防雷问题，作为一般性的电子产品，具备感应雷击防护是需要的，通过金属外壳，电源电路中设置放电管加压敏电阻的典型防雷电路来进行防护。
一般的户外广告机，在散热进风孔和出风孔，空调冷凝水排出口，均需要设置金属防虫网，以避免小的昆虫等进入设备内部引起电气故障；或出现在液晶面板与防护玻璃之间，影响使用。